# 莇陽子
莇 陽子（あざみ ようこ、1980年10月26日 - ）は、日本のフリーアナウンサー、ファイナンシャルプランナー。あざみ 陽子名義で活動することもある。

## 来歴
東京都目黒区出身。幼少期をオーストラリアで過ごしていた帰国子女である。青山学院大学国際政治経済学部卒業。
大学を卒業後、ハーゲンダッツジャパン勤務を経て、2004年4月に福島放送 (KFB) に入社。同期の佐藤さやかとともに同局のアナウンサーになる。
2007年2月28日、福島放送を退社することを同局公式サイトにて公表。同年にジョイスタッフ所属のフリーアナウンサーになり、2010年3月まで日経CNBCのキャスターを務めた。
2010年からはファイナンシャルプランナーとしても活動。2012年9月から2016年1月までIG証券のマーケットコメンテーターを務めた後、2016年2月から投資信託運用会社のドイチェ・アセット・マネジメントでマーケティング業務を担当している。2017年2月からはUBSのアソシエイト・ディレクターも務めている。
私生活では2007年10月に結婚。長女と次女を出産し、2児の母になる。

## 出演

### テレビ番組
- ワーナー・マイカル・シネマズ（福島放送） - リポーター[10]
- 全国高等学校野球選手権福島大会中継（福島放送） - リポーター[10]
- 週刊ことばマガジン（東日本放送） - 福島方言の回担当。同期の佐藤さやかと交互に出演
- ふくしまスーパーJチャンネル（福島放送） - キャスター
- KFBニュース（福島放送）
- 朝エクスプレス（日経CNBC）
- 前場NOW（日経CNBC）
- Opening Bell（テレビ東京） - JASDAQ担当リポーター
- Closing Bell（テレビ東京） - JASDAQ担当リポーター
- 昼エクスプレス（日経CNBC） - コーナー担当
- サンデースクランブル（テレビ朝日） - リポーター
- 夜エクスプレス（日経CNBC） - キャスター
- どですか!（メ〜テレ） - キャスター
- 中国株式FLASH（日経CNBC） - キャスター
- デリバティブ・マーケット（日経CNBC） - キャスター
- トップインタビュー（日経CNBC） - インタビュアー
- エコノWOMAN（日経CNBC） - インタビュアー

### テレビドラマ
- ULTRASEVEN X（中部日本放送） - キャスター 役

### 映画
- 大決戦!超ウルトラ8兄弟（円谷プロダクション/松竹） - キャスター 役

### ネット配信番組
- IG LUNCH EXPRESS（STOCKVOICE）[8]
- IG NIGHT EXPRESS（STOCKVOICE）[8]